# فرودگاه وینلند–داونستاون
فرودگاه وینلند-داونستاون  (به انگلیسی: Vineland-Downstown Airport)  یک فرودگاه همگانی باربری  است که یک باند فرود چمن دارد و طول باند آن ۶۸۶ متر است. این فرودگاه در  کشور ایالات متحده آمریکا قرار دارد و در ارتفاع ۳۷ متری از سطح دریا واقع شده است.